# الزهور (المفرق)
الزهور منطقة سكنية تقع في لواء البادية الشمالية، محافظة المفرق في الأردن. تنتمي المنطقة لقضاء أم الجمال الذي يضم 9 مناطق. يقدر عدد سكانها بـ 129 نسمة حسب إحصاء 2015.

## الوصلات الخارجية
- دائرة الاحصاءات العامة